# Ferdinand Ludwig von Saul
Ferdinand Ludwig von Saul auf Scherau (* 17. September 1711; † 2. Juni 1766 in Dresden) war kursächsischer Diplomat im Range eines Legationsrates mit dem Titel kursächsischer Geheimrat, der 1741 in den Ritter- und Reichsadelstand sowie 1763 in den Reichs-Banner-Freiherrn-Stand erhoben wurde.

## Geschichte
Am 12. August 1741 erneuerte und bestätigte Friedrich August, König in Polen, als Reichsvikar seinem Legationsrat Ferdinand Ludwig von Saul den Reichsadel und Ritterstand, weil Ferdinand Ludwig angeblich von dem schlesischen Geschlecht von Saulberg abstammte.
Von 1752 bis 1753 ließ er nach Entwürfen von Johann Christoph Knöffel das Saulsche Haus in Dresden erbauen.
Im Siebenjährigen Krieg (1756–1763) war er als Diplomat in Wien und Paris tätig. Kaiser Franz I. erhob am 27. September 1763 Ferdinand Ludwig von Saul, kursächsischer Geheimrat, samt seinen Nachfahren in den Reichs-Banner-Freiherrn-Stand.

## Familie
Ferdinand hatte zwei Brüder, wovon Friedrich Magnus im Jahre 1773 als sächsischer Resident am spanischen Hof kinderlos verstarb, während Christian Ludwig zwei Töchter hinterließ. Ferdinand Ludwig war seit 1748 mit Margaretha Henriette von Fritsch (1730–1792) verheiratet, Tochter des sächsischen Staatsmanns Thomas von Fritsch. Aus ihrer Ehe gingen drei Töchter hervor, deren eine die Ehefrau des Franz August von Blücher wurde, der 1786 das Schloss Buderose erwarb.
Ferdinand Ludwig von Saul auf Scherau (* 17. September 1711; † 2. Juni 1766) ⚭ (1748) Margaretha Henriette von Fritsch (* 9. März 1730 in Dresden; † 2. Juli 1792 in Dresden)
1. Erdmuthe Elisabeth Auguste von Saul (* 14. Februar 1757; † 21. Juli 1819) ⚭ (1782) Franz August von Blücher (* 5. Oktober 1747; † 15. Februar 1833), Sohn des Lorenz Friedrich von Blücher (1702–1757)[5]
  1. Henriette Karoline Auguste (* 31. März 1783; † 23. September 1847) ⚭ G. Oberstlieutenant von Bosse (*?; † 24. Februar 1847 in Crossen)
  2. Maximiliane Wilhelmine Louise (* 17. Dezember 1785; † 21. Juli 1866 in Fritschendorf bei Crossen ) ⚭ (18. November 1810) G. Landrath Baron A. von Rheinbaben auf Fritschendorf (*?; † 11. März 1859 in Fritschendorf bei Crossen )
  3. Charlotte Friderike (* 14. November 1788; † 30. Oktober 1864) ⚭ G. Generallieutenant von Uechtritz (*?; † 24. Februar 1847 in Crossen)
  4. Wilhelm August (* 22. August 1791 auf Schloss Buderose; † 15. Oktober 1831 zu Culmsee), preußischer Rittmeister
  5. Johanna Francisca Erdmuthe (* 25. November 1794 auf Schloss Buderose; † 1870) ⚭ (16. März 1825) G. Landschafts-Director Friedrich von Ohnesorge auf Bremenhain (*?; † 24. Februar 1847)
  6. Maximilian (* 12. März 1797; † 23. Mai 1858) ⚭ (1827) Emilie Auguste Gottliebe von Schmidt (* 11. Februar 1796), Besitzerin von Schloss Buderose 1877
    1. Anna (* 30. März 1828) ⚭ Major Wilhelm von Studnitz
    2. Elisabeth (* 3. Juni 1830) ⚭ (1855) Karl Heinrich Ferdinand von Lochow auf Lübnitz
    3. Franz (* 23. März 1833), preußischer Major und Chef des 9. Dragoner-Regiments
    4. Ludwig (* 13. Mai 1836; † 21. Mai 1877)

## Wappen
- Stammwappen: „getheilter Schild, oben im blauen Felde ein wachsender goldener Löwe, welcher eine goldengekrönte Säule mit den Pranken hält, unten in Gold drei rothe Kugeln; Helmdecken rechts blau und golden, links roth und golden; auf dem gekrönten Helm ein graugebärteter Mannesrumpf ohne Arme in blauem Kleide, welches golden überschlagen und mit einem goldenen, mit 3 rothen Kugeln belegten Streifen bezogen ist; die Mütze blau, hinten herabhängend, mit goldenem Aufschlag und Quaste.“[1]